# Why Why Why
«Why Why Why» (с англ. — «Почему») — песня канадского певца и автора-исполнителя Charli XCX, выпущенная 8 августа 2024 года на лейбле Island Records в качестве ведущего сингла из пятого студийного альбома Shawn (2024). Он написал и спродюсировал песню вместе с Эдди Бенджамином, Майком Сабатом и Скоттом Харрисом. Это был первый сольный релиз Мендеса после его благотворительного сингла 2023 года «What the Hell Are We Dying For?». «Why Why Why» — это фолк-поп песня в стиле кантри с интроспективным текстом о бывших отношениях и борьбе Мендеса с тревогой, из-за которой он отменил концертный тур в 2022 году.
Энтони Уилсон и Коннор Брашир сняли клип на эту песню. В нём Мендес поёт и выступает в амбаре и на реке, а также перемежает сцены с выступлением в пустом зале. Певец включил песню «Why Why Why» в сет-лист серии закрытых концертов в США.

## Предыстория
Чтобы защитить своё психическое здоровье, канадский автор-исполнитель Шон Мендес объявил об отмене своего пятого концертного тура Wonder: The World Tour в 2022 году.
В 2024 году Мендес начал рассказывать в социальных сетях о своей следующей музыкальной эпохе. Он объявил о выпуске своего пятого альбома под названием Shawn 31 июля 2024 года, а также об обложке и дате релиза. В своем заявлении он похвалил свою семью и самых близких друзей за помощь в его создании. Впоследствии он сообщил, что выпустит два сингла с альбома — «Why Why Why» и «Isn’t That Enough» — 8 августа 2024 года. Официальная чартовая компания показала, что «Why Why Why» станет лид-синглом из Shawn. В этот день Island Records отправила его на итальянское радио, а на следующий день в компании с Republic Records выпустила его на современном хит-параде США.

## Композиция
«Why Why Why» — это фолк-поп трек с нотками кантри. В своей чувственной лирике Мендес рассказывает о своих проблемах с психическим здоровьем и борьбе с тревогой, из-за которой он отменил свой тур, а также о предыдущих отношениях. Куплет песни о том, как Мендес представляет себе возможное будущее в качестве отца и «пугает беременность», получил освещение в СМИ.

## Отзывы
В положительной рецензии Айседора Вандермурем из Clash назвала песню «освежающим сдвигом по сравнению с предыдущими работами певца, подчёркивающим его готовность исследовать новые звуки». Критик сочла «Why Why Why Why» и «Isn’t That Enough» «не просто дополнением к его музыкальному каталогу, а свидетельством его роста как артиста и как человека». Она оценила обе песни в восемь баллов из десяти. Включив «Why Why Why Why» в список «обязательных к прослушиванию» релизов недели, Джейсон Липшутц из Billboard отметил, что она «очень убедительна», а Мендес «уязвим до такой степени, что звучит призрачно».

## Музыкальное видео
Вместе с песней был выпущен клип на песню «Why Why Why». Он был снят в долине Гудзона, штат Нью-Йорк, где были написаны и записаны некоторые песни из Shawn. Режиссер Энтони Уилсон и Коннор Брашир показали, как Мендес поет и выступает в амбаре и на реке; в клипе также перемежаются сцены его выступления в пустом зале. В клипе видно, как певец наслаждается свободой, что контрастирует с эмоциями, присутствующими в тексте трека.

## Чарты
| Чарт (2024)                         | Высшая позиция |
| ----------------------------------- | -------------- |
| Бельгия/Фландрия (Ultratop 50)      | 23             |
| Канада (Billboard Canadian Hot 100) | 30             |
| Мир (Billboard Global 200)          | 58             |
| Ирландия (IRMA)                     | 65             |
| Нидерланды (Dutch Top 40)           | 28             |
| Нидерланды (Single Top 100)         | 83             |
| Новая Зеландия (RMNZ)               | 4              |
| Республика Корея BGM (Circle)       | 40             |
| Республика Корея (Download, Circle) | 124            |
| Швеция (Sverigetopplistan)          | 60             |
| Швейцария (Schweizer Hitparade)     | 51             |
| Великобритания (UK Singles Chart)   | 59             |
| США (Billboard Hot 100)             | 84             |
| США (Billboard Adult Top 40)        | 22             |
| США (Billboard Mainstream Top 40)   | 32             |